# NewSQL
 (août 2021).
Si vous disposez d'ouvrages ou d'articles de référence ou si vous connaissez des sites web de qualité traitant du thème abordé ici, merci de compléter l'article en donnant les références utiles à sa vérifiabilité et en les liant à la section « Notes et références ».
En informatique, NewSQL désigne une catégorie de systèmes de gestion de base de données (SGBD) relationnelles modernes qui cherchent à fournir la même puissance évolutive que les systèmes NoSQL pour le traitement transactionnel en ligne (lecture-écriture), tout en maintenant les propriétés ACID d'un système de base de données traditionnel.
On note deux convergences distinctes : les éditeurs de SGBD NoSQL se tournant vers le relationnel (exemple MemSQL) et l'inverse certains éditeurs de SGBD Relationnels traditionnels intégrant certains des concepts du NoSQL (exemple Microsoft SQL Server).

## Exemples de logiciels NewSQL
- Infobright
- SQL Server
- ActorDB
- Clustrix (en)
- FoundationDB (en)
- Google Spanner (en)
- HyperDex
- InfiniDB (en)
- MemSQL (en)
- NuoDB (en)
- SAP HANA (en)
- TokuDB (en)
- Trafodion (en)
- TransLattice (en)
- VoltDB (en)